# 進化論 〜GOOD MORNING! -HELLO! 21st-CENTURY〜
『進化論 〜GOOD MORNING! -HELLO! 21st-CENTURY〜』（しんかろん グッドモーニング ハロー トゥエンティファースト センチュリー）は、日本のバンドSOPHIAの14枚目のシングルである。2001年1月17日発売。発売元はトイズファクトリー。

## 概要
- 前作から3か月での発売となるシングル。

## 収録曲
1. 進化論 〜GOOD MORNING! -HELLO! 21st-CENTURY〜 (4:47)
作詞・作曲：松岡充、編曲：SOPHIA
2. Fairly (4:01)
作詞：松岡充、作曲：都啓一、編曲：SOPHIA
3. 無限後退論 (進化論 APE SOUNDS REMIX) (6:11)
作詞・作曲：松岡充、編曲：N.I.G.O.・K.U.D.O.

## 楽曲の収録アルバム
- オリジナル『進化論』（2001年）
- ベスト『THE LONG HAND〜MEMBER'S SELECTION〜』（2001年）